# El Montmell
El Montmell est une commune de la province de Tarragone, en Catalogne, en Espagne, de la comarque de Baix Penedès.